# Wasyl Borzobohaty-Krasieński
Wasyl (Bazyli) Borzobohaty-Krasieński herbu Jelita – sekretarz królewski w 1582 roku, poborca w województwie wołyńskim.
Poseł województwa wołyńskiego na sejm 1578 roku, sejm 1582 roku.
Był wyznawcą prawosławia.